# Luis Manuel Capoulas Santos

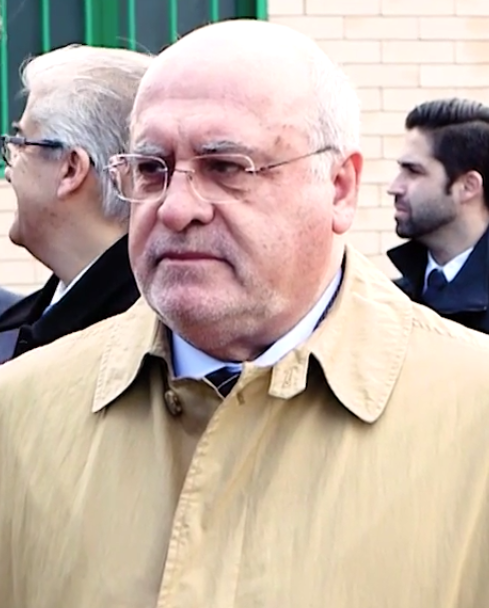
Luis Manuel Capoulas Santos

Luis Manuel Capoulas Santos (* 22. August 1951 in Montemor-o-Novo) ist ein portugiesischer Politiker der Partido Socialista, der unter anderem zwischen 1998 und 2002 Minister für Landwirtschaft, ländliche Entwicklung und Fischerei war und seit 2015 Minister für Landwirtschaft, ländliche Entwicklung und Fischerei ist.

## Leben
Santos absolvierte ein Studium der Soziologie an der Universität Évora und schloss dieses mit einem Lizenziat ab. Im Anschluss arbeitete er von 1977 bis 1991 als Leitender Techniker und Beamter im Landwirtschaftsministerium.
1991 wurde er als Kandidat der Partido Socialista erstmals Abgeordneter der Versammlung der Republik (Assembleia da República) und gehörte dieser als Vertreter des Wahlkreises Évora bis 1995 an. Anschließend war er vom 31. Oktober 1991 bis 28. Oktober 1995 Staatssekretär für Landwirtschaft und ländliche Entwicklung (Secretário de Estado da Agricultura e do Desenvolvimento Rural) im dritten Kabinett (XII Governo Constitucional) von Premierminister Aníbal Cavaco Silva. Im darauf folgenden ersten Kabinett (XIII Governo Constitucional) von Premierminister António Guterres fungierte er zwischen dem 3. Oktober 1998 und dem 25. Oktober 1999 als Nachfolger von Fernando Gomes da Silva als Minister für Landwirtschaft, ländliche Entwicklung und Fischerei (Ministro da Agricultura, do Desenvolvimento Rural e das Pescas). Das Amt des Ministers für Landwirtschaft, ländliche Entwicklung und Fischerei bekleidete er vom 25. Oktober 1999 bis zum 6. April 2002 auch im zweiten Kabinett Guterres (XIV Governo Constitucional).
Nachdem Capoulas Santos zwischen 2002 und 2004 erneut Mitglied der Assembleia da República war, wurde er bei der Europawahl 2004 zum Mitglied des Europäischen Parlaments gewählt und gehörte diesem bis zur Europawahl 2014 an. Während dieser Zeit war er zunächst Mitglied der Sozialdemokratischen Fraktion und anschließend vom 14. Juli 2009 bis zum 30. Juni 2009 Mitglied der daraus hervorgegangenen Fraktion der Progressiven Allianz der Sozialdemokraten im Europäischen Parlament. Er war Mitglied und stellvertretendes Mitglied verschiedener Ausschüsse des Europaparlaments und von 2008 bis 2013 Berichterstatter des Europäischen Parlaments für die Gemeinsame Agrarpolitik (GAP). Daneben fungierte er zuletzt zwischen dem 16. September 2009 und dem 30. Juni 2014 als stellvertretender Vorsitzender der Delegation in der Parlamentarischen Versammlung Europa-Lateinamerika.
Bei der Wahl vom 4. Oktober 2015 wurde Capoulas Santos zunächst abermals zum Mitglied der Assembleia da República gewählt. Sechs Wochen später übernahm er am 26. November 2015 im Kabinett (XXI Governo Constitucional) von Premierminister António Costa erneut das Ministers für Landwirtschaft, ländliche Entwicklung und Fischerei.

## Preise und Auszeichnungen (Auswahl)
- 2006 Großkreuz des Verdienstordens der Portugiesischen Republik für Landwirtschaft, Handel und Industrie, Abteilung Verdienste um die Landwirtschaft
- Komtur des Verdienstordens für Landwirtschaft der Französischen Republik